# Malagueña salerosa
Malagueña salerosa, conosciuta anche come La malagueña, è una canzone messicana del 1947 in stile son huasteco o huapango, attribuibile ad Elpidio Ramírez Burgos e Pedro Galindo Galarza.

## Tema
La canzone parla di un uomo che si rivolge alla sua innamorata, una donna di Malaga (Spagna), lodandone la bellezza e i suoi occhi, ma dolendosi al contempo del rifiuto amoroso della donna a causa del proprio stato di povertà.

## Dubbi di attribuzione
Sebbene la Società degli autori e compositori del Messico attribuisca la paternità dell'opera a Elpidio Ramírez Burgos e Pedro Galindo Galarza, è sorto un dibattito da quando Nicandro Castillo, un compositore messicano, ha messo in dubbio tale attribuzione, sottolineando che «diverse composizioni huasteche che negli ultimi decenni sono state conosciute come huapangos composti da Elpidio Ramírez, Roque Ramírez e Pedro Galindo erano in realtà composizioni anonime, come nel caso di "Cielito Lindo" e "La Malagueña", che come "La Guasanga" o "El Sacamandú" erano testi di dominio pubblico già molto prima della costruzione della Cattedrale di Huejutla.»

## Reinterpretazioni
Molti musicisti messicani hanno interpretato questo brano, tra i più famosi Trío Los Panchos nel 1945, Antonio Aguilar, Ramón Vargas, Miguel Aceves Mejía, Mariachi Vargas, Los Tres Ases, Trío Calaveras, Amparo Ochoa.
Particolarmente degna di nota è la cover dei Chingon, la cui interpretazione in chiave rock fu inserita da Quentin Tarantino nel proprio film Kill Bill: Volume 2, anche in versione live nel DVD del film.
Tra gli altri artisti internazionali si ricordano:
- Luis Miguel
- Paco de Lucía, album del 1967 Dos guitarras flamencas en América Latina
- Nana Mouskouri, album del 1998 Côté Sud, Côté Coeur
- Eddie Palmieri, album del 1998 El Rumbero del Piano
- Helmut Lotti, album del 2000 Latino Classics
- Juan Torres Robles, album del 2002 Colección de Oro vol. 1
- Olivia Ruiz, album del 2003 J'Aime Pas l'Amour y La Chica Chocolate
- Chitãozinho & Xororó, album del 2006 Vida Marvada
- Yanni, nel 2010
- José Feliciano
- Lydia Mendoza
- Luis Alberto del Paraná y Los Paraguayos, album del 1960 Malagueña
- Pablito Ruiz
- Plácido Domingo
- Roberto Alagna, Pasión (Versailles, 24/11/2011)
- Antonio Banderas, nel film C'era una volta in Messico
- Lila Downs
- Joselito
- Melibea
- Carlos Rivera
- Juan Diego Flórez, album del 2018 Bésame Mucho
- Estela Núñez
- Gaby Moreno, album del 2016 Ilusiones
- Avenged Sevenfold, banda statunitense di heavy metal, fu la loro prima canzone completamente in spagnolo